# Danh sách bài hát quốc tế đứng đầu bảng xếp hạng năm 2011 (Hàn Quốc)
Bảng xếp hạng Album (Gaon Chart) là bảng xếp hạng đánh giá những ca khúc quốc tế hay nhất ở Hàn Quốc. Dữ liệu được thu nhập hằng tuần bởi Hiệp hội âm nhạc Hàn Quốc. Nó bao gồm bảng xếp hạng tuần, được mở từ Chủ nhật đến thứ bảy, và bảng xếp hạng hằng tháng.

## Bảng xếp hạng tuần
Số lượng đĩa bán ra đến hết ngày 26 tháng 2 không được công bố.
| Ngày        | Bài hát                         | Nghệ sĩ                                 | Bán ra  |
| ----------- | ------------------------------- | --------------------------------------- | ------- |
| 1 tháng 1   | "We No Speak Americano"         | Yolanda Be Cool & DCUP                  |         |
| 8 tháng 1   | "We No Speak Americano"         | Yolanda Be Cool & DCUP                  |         |
| 15 tháng 1  | "What the Hell"                 | Avril Lavigne                           |         |
| 22 tháng 1  | "Hold It Against Me"            | Britney Spears                          |         |
| 29 tháng 1  | "Hold It Against Me"            | Britney Spears                          |         |
| 5 tháng 2   | "We No Speak Americano"         | Yolanda Be Cool & DCUP                  |         |
| 12 tháng 2  | "We No Speak Americano"         | Yolanda Be Cool & DCUP                  |         |
| 19 tháng 2  | "Born This Way"                 | Lady Gaga                               |         |
| 26 tháng 2  | "Born This Way"                 | Lady Gaga                               |         |
| 5 tháng 3   | "Born This Way"                 | Lady Gaga                               | 64.330  |
| 12 tháng 3  | "Born This Way"                 | Lady Gaga                               | 62.612  |
| 19 tháng 3  | "Till The World Ends"           | Britney Spears                          | 57.361  |
| 26 tháng 3  | "Born This Way"                 | Lady Gaga                               | 38.164  |
| 2 tháng 4   | "I Wanna Go"                    | Britney Spears                          | 59.477  |
| 9 tháng 4   | "I Wanna Go"                    | Britney Spears                          | 72.990  |
| 16 tháng 4  | "I Wanna Go"                    | Britney Spears                          | 65.057  |
| 23 tháng 4  | "Judas"                         | Lady Gaga                               | 90.324  |
| 30 tháng 4  | "Mr. Taxi"                      | Girls' Generation                       | 112.231 |
| 7 tháng 5   | "Mr. Taxi"                      | Girls' Generation                       | 189.620 |
| 14 tháng 5  | "Mr. Taxi"                      | Girls' Generation                       | 109.213 |
| 21 tháng 5  | "Mr. Taxi"                      | Girls' Generation                       | 69.617  |
| 28 tháng 5  | "Mr. Taxi"                      | Girls' Generation                       | 50.004  |
| 4 tháng 6   | "The Edge of Glory"             | Lady Gaga                               | 48.397  |
| 11 tháng 6  | "Every Teardrop Is a Waterfall" | Coldplay                                | 101.582 |
| 18 tháng 6  | "Best Thing I Never Had"        | Beyoncé                                 | 85.742  |
| 25 tháng 6  | "Best Thing I Never Had"        | Beyoncé                                 | 174.773 |
| 2 tháng 7   | "Moves Like Jagger"             | Maroon 5 đệm bởi Christina Aguilera     | 256.848 |
| 9 tháng 7   | "Moves Like Jagger"             | Maroon 5 đệm bởi Christina Aguilera     | 203.833 |
| 16 tháng 7  | "Moves Like Jagger"             | Maroon 5 đệm bởi Christina Aguilera     | 145.743 |
| 23 tháng 7  | "Moves Like Jagger"             | Maroon 5 đệm bởi Christina Aguilera     | 117.191 |
| 30 tháng 7  | "Moves Like Jagger"             | Maroon 5 đệm bởi Christina Aguilera     | 106.671 |
| 6 tháng 8   | "Moves Like Jagger"             | Maroon 5 đệm bởi Christina Aguilera     | 66.009  |
| 13 tháng 8  | "Moves Like Jagger"             | Maroon 5 đệm bởi Christina Aguilera     | 84.009  |
| 20 tháng 8  | "Moves Like Jagger"             | Maroon 5 đệm bởi Christina Aguilera     | 67.500  |
| 27 tháng 8  | "Moves Like Jagger"             | Maroon 5 đệm bởi Christina Aguilera     | 62.630  |
| 3 tháng 9   | "Moves Like Jagger"             | Maroon 5 đệm bởi Christina Aguilera     | 67.991  |
| 10 tháng 9  | "Mr. Know It All"               | Kelly Clarkson                          | 178.727 |
| 17 tháng 9  | "Mr. Know It All"               | Kelly Clarkson                          |         |
| 24 tháng 9  | "The World as I See It"         | Jason Mraz                              | 160.198 |
| 1 tháng 10  | "The World as I See It"         | Jason Mraz                              | 217.848 |
| 8 tháng 10  | "It Will Rain"                  | Bruno Mars                              | 163.045 |
| 15 tháng 10 | "The World as I See It"         | Jason Mraz                              | 94.064  |
| 22 tháng 10 | "Mistletoe"                     | Justin Bieber                           | 121.700 |
| 29 tháng 10 | "I Forgive You"                 | Kelly Clarkson                          | 170.655 |
| 5 tháng 11  | "I Forgive You"                 | Kelly Clarkson                          | 122.856 |
| 12 tháng 11 | "Party Rock Anthem"             | LMFAO đệm bởi Lauren Bennett & GoonRock | 65.259  |
| 19 tháng 11 | "The Way You Move"              | Ne-Yo đệm bởi Trey Songz & T-Pain       | 119.711 |
| 26 tháng 11 | "The Way You Move"              | Ne-Yo đệm bởi Trey Songz & T-Pain       | 66.699  |
| 3 tháng 12  | "When Christmas Comes"          | Mariah Carey & John Legend              | 81.624  |
| 10 tháng 12 | "Ready Go"                      | 4Minute                                 | 138.631 |
| 17 tháng 12 | "Turn All the Lights On"        | T-Pain                                  | 75.617  |
| 24 tháng 12 | "Turn All the Lights On"        | T-Pain                                  | 71.738  |
| 31 tháng 12 | "Turn All the Lights On"        | T-Pain                                  | 83.897  |

## Bảng xếp hạng tháng
| Tháng                                                                                                   | Bài hát                  | Nghệ sĩ                                 | Bán ra  |
| --- | ------------------------ | --------------------------------------- | ------- |
| Tháng 1                                                                                                 | "Hold It Against Me"     | Britney Spears                          |         |
| Tháng 2                                                                                                 | "Born This Way"          | Lady Gaga                               |         |
| Tháng 3                                                                                                 | "Born This Way"          | Lady Gaga                               | 193,971 |
| Tháng 4                                                                                                 | "I Wanna Go"             | Britney Spears                          | 231,348 |
| Tháng 5                                                                                                 | "Mr. Taxi"               | Girls' Generation                       | 456,589 |
| Tháng 6                                                                                                 | "Best Thing I Never Had" | Beyoncé                                 | 368,706 |
| Tháng 7                                                                                                 | "Moves Like Jagger"      | Maroon 5 đệm bởi Christina Aguilera     | 636,886 |
| Tháng 8                                                                                                 | "Moves Like Jagger"      | Maroon 5 đệm bởi Christina Aguilera     | 303,982 |
| Tháng 9                                                                                                 | "Mr. Know It All"        | Kelly Clarkson                          | 411,074 |
| Tháng 10                                                                                                | "The World As I See It"  | Jason Mraz                              | 401,149 |
| Tháng 11                                                                                                | "Party Rock Anthem"      | LMFAO đệm bởi Lauren Bennett & GoonRock | 254,823 |
| Tháng 12                                                                                                | "Turn All the Lights On" | T-Pain đệm bởi Ne-Yo                    | 282,238 |
| Chú ý: tất cả dữ diệu truy cập từ Bảng xếp hạng đĩa đơn quốc tế Gaon và chọn 월간(hằng tháng) và tháng. |                          |                                         |         |